# Heitenried
Heitenried – gmina (fr. commune; niem. Gemeinde) w Szwajcarii, w kantonie Fryburg, w okręgu Sense. 

## Demografia
W Heitenried mieszka 1 395 osób. W 2020 roku 4,9% populacji gminy stanowiły osoby urodzone poza Szwajcarią.

## Transport
Przez teren gminy przebiega droga główna nr 183.